# 10365 Kurokawa
A 10365 Kurokawa (ideiglenes jelöléssel 1994 WL1) a Naprendszer kisbolygóövében található aszteroida. Kobajasi Takao fedezte fel 1994. november 27-én.